# 釜山日報
《釜山日报》 （韓語：부산일보）是韩国釜山发行的早报，总部位于釜山廣域市东区中央大路（水井洞）365號 。旗下有Buil IS、Buil Printing、Gimhae News、BS Today、Bisom等5家子公司，正修獎學金協會持股100%。
根据韓國ABC協會於2010年发表的报告，它在韩国地方報紙中的发行量最高。 根据民意调查机构Realmeter于2016年1 月5日至8日进行的全国地方报纸的调查结果，《釜山日报》在全国地方报纸中的可靠性最高。  《釜山日报》於2017年至2019年的连续三年，在探索领域获得韩国报业协会颁发的韩国报业獎。